# Madagaszkári Királyság
A Madagaszkári Királyság vagy Imerina Királyság, történelmi állam Afrika keleti partjainál fekvő szigeten, malgas nyelven: Fanjakan’i Madagasikara/Fanjakan'Imerina, franciául: Royaume de Madagascar/Royaume d'Imerina, angolul: Kingdom of Madagascar/Kingdom of Imerina/Merina Kingdom, szuahéliül: Ufalme wa Merina, arabul: مملكة مدغشقر, illetve egyszerűen Madagaszkár, amely állam 1817-től 1897-ig létezett, majd a francia gyarmatbirodalom része lett. Ma Madagaszkár független köztársaság.

## Az állam adatai
A Madagaszkári Királyság területe a sziget egész területével volt egyenlő.

## Története
Az Imerina-dinasztia tagjai uralkodtak az országban.
I. Radama egyesítette a szigetet, eltörölte a rabszolga-kereskedelmet 1817. október 23-án, Barátsági és Békeszerződést kötött Nagy-Britanniával, amely elismerte egész Madagaszkár királyának 1817. október 27-én, támogatta a keresztény misszionáriusok tevékenységét, iskolákat alapított, lehetővé tette sok gyermek számára az iskolai oktatást, a latin ábécét vezette be az arab írás helyett 1822. december 11-én.
I. Radama 1828-ban váratlanul, 40 éves korában meghalt. Főfelesége, Ramavo királyné ekkor kihasználva a kedvező helyzetet, puccsszerűen királynővé kiáltatta ki magát I. Ranavalona néven a hadsereg segítségével, és meggyilkoltatta férje közeli hozzátartozóit, így annak négyéves lányát, az addigi trónörökös Raketaka hercegnőt, és mostohalányának jegyesét, Rakotobe herceget a szüleivel együtt, valamint anyósát is, hogy az ellenzéket szétzúzza, és ne léphessen fel senki ellene trónkövetelőként. A következő év elején a királynő váratlanul teherbe esett, de az apáról csak találgatni lehet, hogy melyik szeretője is volt valójában. Egyesek szerint Andriamihadzsa (–1830) tábornok, akit két évvel később kivégeztetett, mikor megcsalta egy másik nővel, mások szerint Rainidzsohari (1783–1881), aki a királynő miniszterelnöke lett 1852-ben, és aki részt vett az állítólagos fia elleni összeesküvésben 1863-ban. Az előrehaladottan állapotos királynőt 1829. augusztus 12-én Antananarivóban megkoronázták, és a következő hónapban, 1829. szeptember 23-án megszülte fiát, Rakoto-Radama herceget, aki hivatalosan I. Radama fiaként volt elkönyvelve, annak ellenére, hogy az állítólagos apja már 14 hónappal korábban meghalt.
I. Ranavalona királynő a trónra lépése (1828) után visszavonta elhunyt férje, I. Radama összes haladónak minősülő intézkedéseit, a keresztény vallást betiltotta, az országot bezárta a Nyugat előtt, és az európai befolyást visszaszorította, így meg tudta őrizni országa függetlenségét. Európai szerzők a modern Messalina, női Caligula, őrült királynő jelzőkkel illetik, de az afrikaiak és különösen a madagaszkáriak tisztelik azért, hogy országában ideig-óráig fel tudta tartóztatni a gyarmatosító törekvéseket. Pedig Ranavalona országa népességének egyharmadával végzett, s olyan borzalmas kivégzési módokat talált ki, mint a szikláról való levetés, lassan ható méreg beadása, vagy az élve megfőzés. Sokan máig őt tartják a történelem leggonoszabb asszonyának. Nemzetközi tekintélyét jelzi, hogy Omán és Zanzibár szultánja Szaid bin Szultán (1797–1856) is megkérte a királynő kezét, de Ranavalona kikosarazta.
Rakoto-Radama herceg anyja halála után, 1861. augusztus 16-án lépett trónra II. Radama néven. Harmincharmadik születésnapján, 1862. szeptember 23-án a főfeleségével, Rabodo(zanakandriana) királynéval együtt koronázták őket Madagaszkár királyává és királynéjává Antananarivóban. A következő évben viszont, nyolc nappal egyetlen csecsemőkort túlélt fiának, a házasságon kívül született Jons (János) Radama úrnak a halála (1863. május 4.) után, akinek azonban trónöröklési joga nem volt, május 12-én egy nemesi felkelés során megfojtották, és gyermektelen főfeleségét, Rabodo(zanakandriana) királynét kiáltották ki Madagaszkár új uralkodójának I. Rasoherina néven.
Razafindrahety (Razafy) hercegnőt a 22. születésnapján, 1883. november 22-én Antananarivóban III. Ranavalona néven királynővé koronázták.
III. Ranavalona csak jelképes szerepet töltött be a madagaszkári politikában, az államügyeket a férje, a miniszterelnök intézte. A királynő szerepe azonban az alattvalók körében rendkívül népszerű volt, szinte istennőként tekintettek rá. Mivel III. Ranavalonának egyik házasságából sem születtek gyermekei, ezért nővérének, Rasendranoro (1860–1901) hercegnőnek a lányait tekintette örököseinek, akiket örökbe is fogadott. Az idősebb lány, Rasoherina (1881–1895 előtt) hercegnő azonban fiatalon meghalt, így az ifjabb leány, Ranavalona (1882–1897) hercegnő lett a következő trónörökös 1895-ben. 1896 viszont sorsdöntő év volt Madagaszkár számára, hiszen a franciák győztes háborút vívtak a madagaszkáriak ellen, III. Ranavalona férje, a mindenható miniszterelnök pedig, akit már 1895-ben lemondattak, 1896. július 17-én algériai száműzetésben meghalt. 

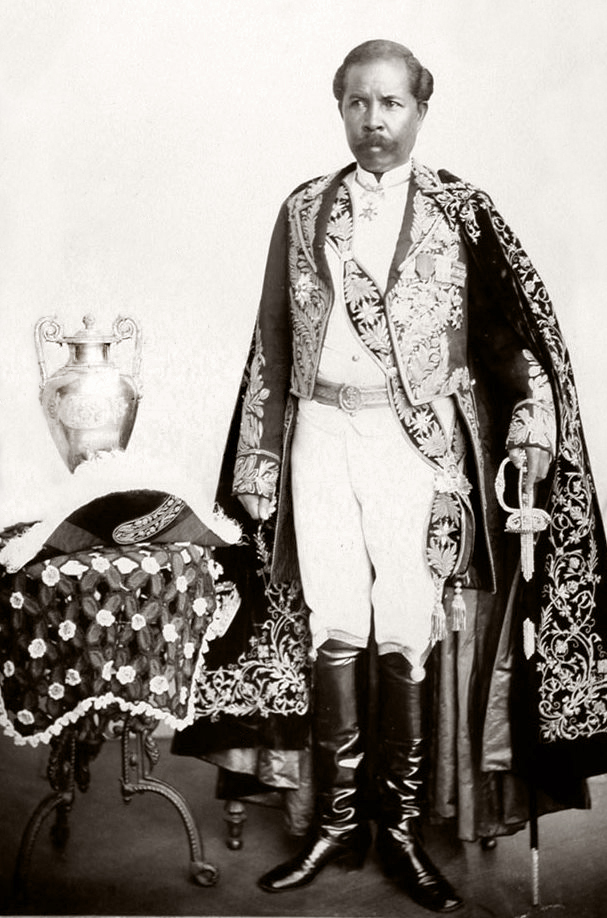
Rainilaiarivony madagaszkári miniszterelnök fényképe

III. Ranavalonát azonban 1897. február 28-án trónfosztották a franciák, és előbb ideiglenesen Réunion szigetére, majd állandó lakhelyéül kijelölve Algériába száműzték. A száműzetésbe követte a nagynénje, az anyjának, Raketaka hercegnőnek a féltestvére, Ramaszindrazana hercegnő, a nővére, Rasendranoro és nővérének az előrehaladottan terhes lánya, Ranavalona hercegnő. A királynő unokahúga azonban meghalt, miután 1897. március 15-én Réunion szigetén 15 évesen világra hozta egyetlen gyermekét, Mária Lujza Ranavalo (1897–1948) hercegnőt. A nővérének újszülött unokája így a trónját elvesztett királynőnek már csak hipotetikus örököse lett. A száműzött királynő nővére, Raszendranoro Algériában halt meg 1901. november 9-én, viszont a nővére unokája, Mária Lujza Ranavalo hercegnő túlélte III. Ranavalonát. 

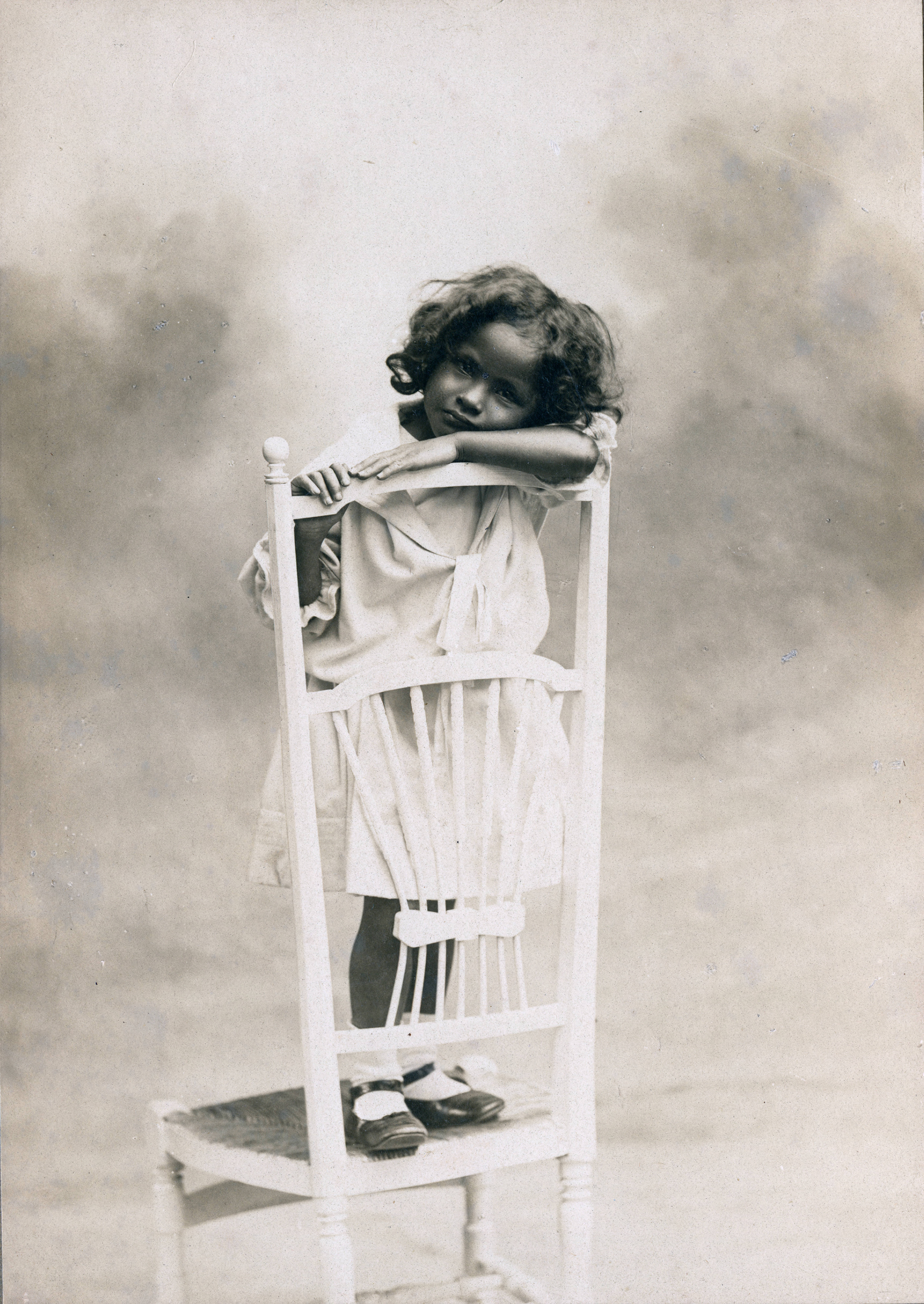
III. Ranavalona nagyunokahúga és örököse, Mária Lujza Ranavalo hercegnő 1900-ban háromévesen

Madagaszkár utolsó királynője 1917. május 23-án halt meg Algéria székhelyén, Algírban. Unokahúga, Mária Lujza Ranavalo lett a madagaszkári királyi ház feje, aki 1921. június 24-én feleségül ment André Bosshard-hoz, Franciaországban telepedett le, azonban a házasságából nem születtek gyermekei, és később elvált a férjétől, de nem ment többé férjhez. Mária Lujza Ranavalo 1948. január 18-án halt meg, és mivel nem hagyott hátra utódokat, valamint a madagaszkári trónöröklés sem volt szabályozva, hiszen a mindenkori uralkodó jelölte ki örökösét még jó előre vagy a halálos ágyán, így bizonytalan, hogy ki tekinthető a madagaszkári királyi ház fejének napjainkban.